# أو. وينستون لينك
أو. وينستون لينك (بالإنجليزية: O. Winston Link)‏ هو مصور أمريكي، ولد في 16 ديسمبر 1914 في بروكلين في الولايات المتحدة، وتوفي في 30 يناير 2001 في Katonah, New York ‏ في الولايات المتحدة.

## وصلات خارجية
- أو. وينستون لينك على موقع IMDb (الإنجليزية)
- أو. وينستون لينك على موقع ديسكوغز (الإنجليزية)